# François-Mathurin Gourvès
François-Mathurin Gourvès (* 17. Juni 1929 in Plougastel-Daoulas, Département Finistère; † 12. August 2020 in Sainte-Anne-d’Auray, Département Morbihan) war ein französischer Geistlicher und römisch-katholischer Bischof von Vannes.

## Leben
François-Mathurin Gourvès, Sohn aus einer Bauernfamilie, studierte zunächst am Institut d’études politiques de Paris (IEP) und trat anschließend in das Grand Séminaire de Quimper ein. Seine theologische Ausbildung beendete er an der Päpstlichen Universität Gregoriana in Rom und am Institut Catholique de Paris. Er empfing am 6. April 1953 die Priesterweihe für das Bistum Quimper. Danach absolvierte er noch seine Ausbildung am Institut für Sozialwissenschaften der Arbeit in Paris.
Von 1957 bis 1967 war er Diözesankaplan der Christlichen Arbeiterjugend (Jeunesse ouvrière chrétienne JOC/JOCF). 1969 wurde er zum Dekan von Saint-Sauveur in Brest ernannt. 1975 wurde er Generalvikar. 1989 wurde er im französischen Episkopat Generalsekretär der Sozialkommission.
Papst Johannes Paul II. ernannte ihn am 19. Dezember 1990 zum Koadjutorbischof von Vannes. Die Bischofsweihe spendete ihm der Bischof von Vannes, Pierre Boussard, am 24. Februar 1991; Mitkonsekratoren waren Francis Barbu, Bischof von Quimper, und Joseph Madec, Bischof von Fréjus-Toulon.
Nach der Emeritierung Pierre Boussards folgte er diesem am 16. November 1991 im Amt des Bischofs von Vannes nach. Am 28. Juni 2005 nahm Papst Benedikt XVI. sein aus Altersgründen vorgebrachtes Rücktrittsgesuch an.